# Jeong Gyeong-Mi
Jeong Gyeong-Mi, född den 26 juli 1985 i Gunsan, Sydkorea, är en sydkoreansk judoutövare.
Hon tog OS-brons i damernas halv tungvikt i samband med de olympiska judotävlingarna 2008 i Peking.